# Автопортрет с рафаэлевской шеей
«Автопортрет с рафаэлевской шеей» — картина испанского художника Сальвадора Дали, написанная в 1921 году, когда умерла его мать, что, по признанию художника, было одним из тяжелейших переживаний его жизни. Это одна из первых работ Сальвадора. Выполнена в импрессионистском стиле. Название является отсылкой к известной картине Рафаэля.